# NGC 4105
NGC 4105 is een elliptisch sterrenstelsel in het sterrenbeeld Waterslang. Het hemelobject werd op 7 maart 1791 ontdekt door de Duits-Britse astronoom William Herschel.

## Synoniemen
- ESO 440-54
- MCG -5-29-13
- AM 1204-292
- PGC 38411